# Brooks Almy
Brooks Almy est une actrice américaine née le 15 juillet 1950 à Fort Belvoir, Virginie (États-Unis).

## Filmographie

### Actrice

#### Cinéma
- 1976 : Les flics aux trousses : Secrétaire
- 1997 : Anastasia : Ensemble Vocals
- 1999 : Passé virtuel : Mère de Bridget
- 1999 : Perpète :  Mère de Billy
- 2002 : Never Get Outta the Boat : Alice Thomas
- 2017 : In Vino : Ms. Pruitt

#### Courts-métrages
- 1997 : The Song of the Lark

#### Télévision

##### Séries télévisées
- 1971-1975 : Hawaï, police d'état : Redhead / Mrs. Empson / Trinity / ...
- 1976 : The Blue Knight : Girl on Motorcycle
- 1997 : Fired Up : Woman
- 1997 : La vie à cinq : A.A. Woman
- 1997-2000 : The practice: Bobby Donnell & associés : Julie Riley / Mrs. Carson - Victim's Mother
- 1997-2002 : Frasier : Mrs. Richman / Mother in Elevator
- 1998 : Le visiteur : Sheila Logan
- 1998 : Sleepwalkers
- 1998-2000 : Dharma & Greg : Lily
- 1999 : Amy : Malia Bell
- 1999 : The Wonderful World of Disney : Mrs. Pugh
- 2000 : Demain à la une : Robin Fielding
- 2000 : Diagnostic: meurtre : Care Center Head Nurse
- 2000 : The Steve Harvey Show : Mrs. Sims
- 2001 : Ally McBeal : Principal Stiles
- 2001 : Any Day Now (en)
- 2001 : Gideon's Crossing : Mrs. Frears
- 2001 : Le protecteur : Alice Dempsey
- 2003 : According to Jim : Mrs. Taylor
- 2003 : NCIS : Enquêtes spéciales : Mrs. MacDonald
- 2003 : Threat Matrix : Hannah's Mother
- 2003 : À la maison blanche : Tessa
- 2004 : FBI - Portés disparus : Mrs. Barker
- 2004 : La Vie avant tout
- 2004 : Les experts : Slot Change Lady
- 2004 : Nip/Tuck : Oona Wentworth
- 2004 : Rocket Power : Mommi
- 2004 : Tout le monde aime Raymond : Katie
- 2004-2006 : Une famille du tonnerre : Principal Stahler / Principal Stoller
- 2005 : Everwood : Clerk
- 2005 : Out of Practice : Enid
- 2007 : Dexter : Caroline
- 2007 : Hannah Montana : Mrs. McDermott
- 2007 : The unit - Commando d'élite : Marian Holt
- 2009 : The Closer: L.A.: Enquêtes prioritaires : Mrs. Evans

##### Téléfilms
- 2001 : The Song of the Lark : Belle Archie

### Parolière

#### Séries télévisées
- 1999 : The Wonderful World of Disney